# Shelley Craft
Shelley De Billinghurst Craft geboren als Shelley Lorraine Iliff (Brisbane, 21 juni 1976) is een Australische televisiepresentatrice en actrice. Ze speelt rollen in menig Australische televisiecommercials.

## Privéleven
Craft was getrouwd met Brett De Billinghurst Craft van 2001 tot 2007 hierna vertrok ze met haar nieuwe liefde Christian naar Melbourne met wie ze in november 2009 getrouwd is. Sindsdien heeft ze een kind, Milla Grace.